# Юрмаш (река, впадает в Старую Старицу)
Юрма́ш (баш. Юрмаш) — река в Иглинском и Уфимском районах, протекает у села Фёдоровки (и также ранее — Самохваловки) города Уфы. Длина реки составляет 64 км, площадь водосборного бассейна 338 км².
Исток — урочище Крупинское в 2,5 км от деревни Мамаевки. Устье — озеро Старая Старица, откуда в реку Уфу ведёт протока реки Юрмаш. Наиболее крупные притоки: правый — Малая Юрмаш, и левый — Юрмашка с притоком Грасманд.

## Данные водного реестра
По данным государственного водного реестра России относится к Камскому бассейновому округу, водохозяйственный участок реки — Белая от водомерного поста села Охлебино до города Уфы, без рек Уфы (от истока до посёлка городского типа Шакши) и Дёмы (от истока до водомерного поста у деревни Бочкарёвки), речной подбассейн реки — Белая. Речной бассейн реки — Кама.
Код объекта в государственном водном реестре — 10010201412111100024129.